# Papaipema cerussata
Papaipema cerussata är en fjärilsart som beskrevs av Augustus Radcliffe Grote 1864. Papaipema cerussata ingår i släktet Papaipema och familjen nattflyn. Inga underarter finns listade i Catalogue of Life.